# Horodez (Sarny)
Horodez (ukrainisch Городець; russisch Городец Gorodez, polnisch Horodziec) ist ein Dorf im Westen der ukrainischen Oblast Riwne mit etwa 2100 Einwohnern (2006).

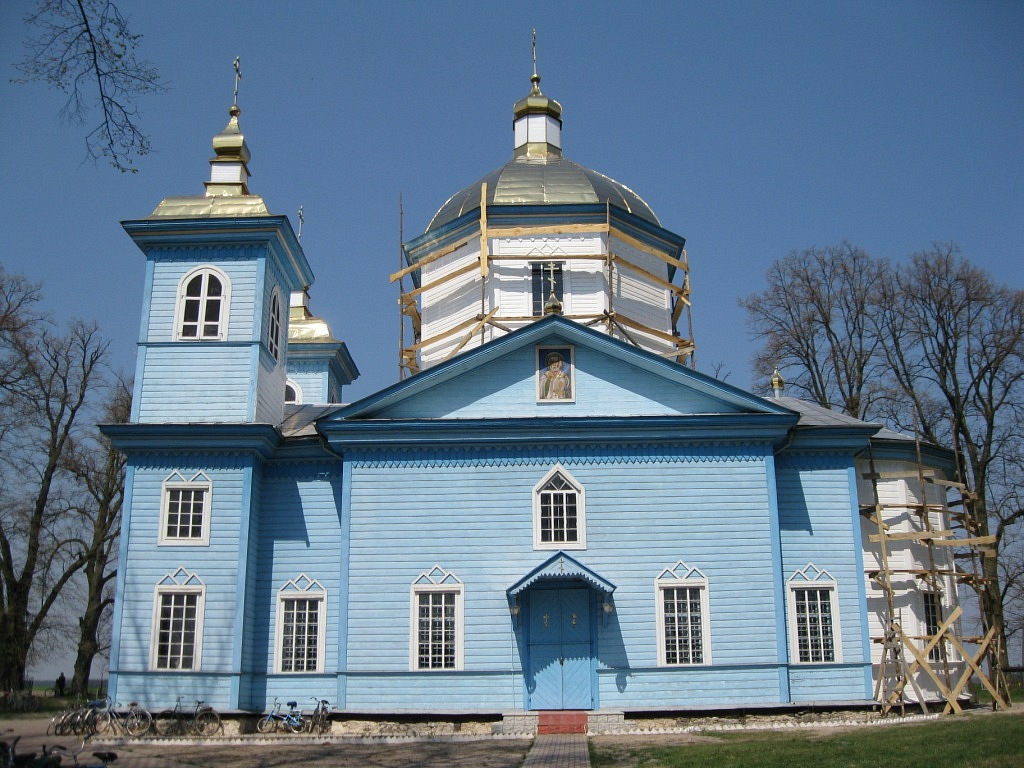
Kirche in Horodez

Das 1540 gegründete Dorf befindet sich nahe dem Ufer des Horyn, einem rechten Nebenfluss des Prypjat.
Horodez liegt im Westen des Rajon Sarny an der Fernstraße M 07/E 373 24 km südöstlich vom ehemaligen Rajonzentrum Wolodymyrez und 100 km nördlich der Oblasthauptstadt Riwne. Die nächste größere Stadt ist Sarny 27 km östlich des Dorfes.
Am 12. Juni 2020 wurde das Dorf ein Teil neu gegründeten Stadtgemeinde Sarny; bis dahin bildete es zusammen mit den Dörfern Welychiw (Велихів) und Swaryni (Сварині) die Landratsgemeinde Horodez (Городецька сільська рада/Horodezka silska rada) im Osten des Rajons Wolodymyrez.
Am 17. Juli 2020 wurde der Ort ein Teil des Rajons Riwne.